# صنطلونة
صنطلونة أو بلدية سانت سيلوني (بالكاتالانية: Sant Celoni) هي إحدى بلديات مقاطعة برشلونة، والتي تقع في منطقة قطلونية، شرق إسبانيا.
يبلغ عدد سكانها 15.992 نسمة وفقاً لإحصائية سنة (2007).

## أعلام
- خوسيه كوستاس غوال